# Lea (geslacht)
Lea is een geslacht van rechtvleugeligen uit de familie sabelsprinkhanen (Tettigoniidae). De wetenschappelijke naam van dit geslacht is voor het eerst geldig gepubliceerd in 1906 door Caudell.

## Soorten
Het geslacht Lea  is monotypisch en omvat slechts de volgende soort:
- Lea floridensis (Beutenmüller, 1903)